# پدرو اولئا
پدرو اولِئا (انگلیسی: Pedro Olea؛ زادهٔ ۳۰ ژوئن ۱۹۳۸) یک کارگردان، فیلم‌نامه‌نویس و تهیه‌کننده اهل اسپانیا است.
از فیلم‌های او می‌توان به «بَزم جادُوان» (۱۹۸۴) اشاره نمود. این فیلم در ۳۴مین دورهٔ جشنواره بین‌المللی فیلم برلین به نمایش درآمد.